# Раунгайм
Раунгайм (нім. Raunheim) — місто в Німеччині, знаходиться в землі Гессен. Підпорядковується адміністративному округу Дармштадт. Входить до складу району Грос-Герау.
Площа — 13,01 км2. Населення становить 16 096 ос. (станом на 31 грудня 2020).